# Monoplacophora
Mutsslakken, mutsweekdieren (klasse Monoplacophora Odhner, 1940) zijn een klasse weekdieren.

## Beschrijving
Lange tijd dacht men dat ze uitgestorven waren. Op 6 mei 1952 werden echter tijdens een Deense expeditie met het onderzoekschip Galathea voor de westkust van Costa Rica (Midden-Amerika) recente, levende dieren opgedregd van op een diepte van ruim 3500 meter. Het betrof de soort Neopilina galatheae. Later zijn nog meer soorten van deze groep gevonden, waaronder Neopilina bruuni en Neopilina bacescui.

## Kenmerken
Deze 3 cm lange mutsslakken danken hun naam aan de napslak-achtige schelp die zij dragen boven een brede, ventrale voet, een kleine kop aan de voorkant met een rasptong, een anus aan de achterkant en een smalle mantelgroeve rond het lichaam, waarin zich een gepaarde rij korte kieuwen bevindt. Ogen en tentakels ontbreken. Ze hebben tot 8 paar sluit- of retractorspieren.

## Verspreiding
Deze primitieve mollusken komen voor in de Grote, Indische en Atlantische Oceaan op diepten tussen 2500 en 6500 m.

## Betekenis
De naam Mono-plac-o-phora betekent letterlijk één schelp(stuk) dragend, in tegenstelling tot de Poly-plac-o-phora (keverslakken) die meerdere schelpstukken dragen (monos (Gr.) = één, plax = plaat en pherein = dragen).
Voor 1952 waren de Monoplacophora alleen bekend van fossielen van het Cambrium en het Devoon, daarom kreeg de eerste levende soort die hiervan gevonden werd het genus Neo-pilina toebedeeld: van neos (Gr.) = nieuw en pilos = vilt, vilten hoed, reishoed.

## Taxonomie
- Orde Tryblidiida
- Orde Cyrtonellida  †
- Orde Pelagiellida  †